# 波勒克斯岩
波勒克斯岩（英語：Pollux Rock），是南極洲的岩石，位於南桑威奇群島，處於溫德凱申島以南，在1971年由英國南極名稱諮詢委員會命名，由英國海外領土管轄。